# Carlos Sastre
Carlos Sastre Candil (* 22. April 1975 in Leganés, Madrid) ist ein ehemaliger spanischer Radrennfahrer.
Sein größter Erfolg war der Gewinn der Tour de France 2008. Außerdem gelangen ihm ein dritter (2006) und ein vierter Platz (2007) bei der Tour de France und zwei zweite (2005 und 2007) und ein vierter Platz (2006) bei der Vuelta a España. Insgesamt erreichte er 15 Top-Ten-Platzierungen in den drei großen Landesrundfahrten.

## Karriere
Sastre wuchs mit seinen Geschwistern im zentralspanischen Ávila auf. Nachdem der Sohn der Stadt Ángel Arroyo bei der Vuelta a España 1982 zeitweilig in der Gesamtwertung geführt hatte, gründete Sastres Vater Víctor in Ávila die Escuela de ciclismo de El Barraco (etwa: Radsportschule von El Barraco, einer Gemeinde von Ávila), und Carlos Sastre begann mit acht Jahren mit dem Radfahren.
Sastre begann seine Profi-Laufbahn 1997 beim Team ONCE. Für diese Mannschaft gewann er die Bergwertung der Vuelta a España 2000, die er als Achter der Gesamtwertung abschloss.
Zur Saison 2002 wechselte Sastre zum dänischen Team CSC. Der größte Erfolg seiner Karriere gelang ihm bei diesem Team mit dem Gesamtsieg der Tour de France 2008. Sastre gewann die 17. Etappe mit einem Angriff am Fuß der Schlusssteigung nach L’Alpe d’Huez. Dadurch errang er zugleich mit 1:24 Minuten Vorsprung das Gelbe Trikot des Gesamtführenden, welches er bis Paris verteidigte. In der Zeit bei Team CSC bis 2008 konnte Sastre auch im Übrigen seine Fähigkeiten als Spezialist für Etappenrennen beweisen und konnte über seinen Toursieg 2008 hinaus sich jeweils fünf Mal unter den ersten zehn der Tour de France und Vuelta a España platzieren.
In den Jahren 2009 und 2010 fuhr Sastre für das Cervélo TestTeam. Er wurde Gesamtdritter der Giro d’Italia 2009, bei dem er zwei Etappen gewann. Im Folgejahr wurde er Achter der Italien- und Siebter der Spanienrundfahrt. Nach Ende der Saison 2011, die er ohne besondere Erfolge beim Team Geox bestritt, trat Sastre vom aktiven Rennsport zurück.

## Persönliches
Sastre lebt in Madrid und ist mit Piedi, der Schwester des verstorbenen Radrennfahrers José María Jiménez, verheiratet. Das Paar hat einen Sohn und eine Tochter. Als Gruß an seine etwa einjährige Tochter und als Dank an Familie, Freunde und Mannschaft generell steckte sich Sastre bei der Zieleinfahrt zu seinem Etappensieg bei der Tour de France 2003 einen ihrer Schnuller in den Mund. Die Anekdote sorgte für Schlagzeilen und wurde wiederholt von den Medien aufgegriffen, vor allem im Zusammenhang mit Sastres späteren Tour-de-France-Teilnahmen.

## Wichtigste Erfolge
2000
- Bergwertung Vuelta a España

2001
- eine Etappe Burgos-Rundfahrt

2003
- eine Etappe Tour de France

2005
- eine Etappe Escalada a Montjuïc

2006
- Klasika Primavera
- Mannschaftszeitfahren Giro d’Italia
- Mannschaftszeitfahren Vuelta a España

2008
- Gesamtwertung und eine Etappe  Tour de France

2009
- zwei Etappen Giro d’Italia

## Platzierungen bei den Grand Tours
| Grand Tour            | 2000 | 2001 | 2002 | 2003 | 2004 | 2005 | 2006 | 2007 | 2008 | 2009 | 2010 | 2011 |
| --------------------- | ---- | ---- | ---- | ---- | ---- | ---- | ---- | ---- | ---- | ---- | ---- | ---- |
| Giro d’ItaliaGiro     | –    | –    | 38   | –    | –    | –    | 43   | –    | –    | 3    | 8    | 30   |
| Tour de FranceTour    | –    | 20   | 10   | 9    | 8    | 21   | 3    | 4    | 1    | 12   | 19   | –    |
| Vuelta a EspañaVuelta | 8    | DNF  | –    | 35   | 6    | 2    | 4    | 2    | 3    | –    | 7    | 20   |